# Claude Demetrius
Claude Demetrius (3 de agosto de 1916 - 1 de mayo de 1988) fue un compositor estadounidense. Era conocido por sus canciones de rockabilly, algunas de las cuales se hicieron famosas por cantantes como Elvis Presley .

## Biografía
Demetrius nació en Bath (Maine). A sus veinte años ya estaba en la ciudad de Nueva York escribiendo música para Louis Armstrong. Demetrius escribió el cortometraje de comedia musical de 1945 Open the Door, Richard. Durante la década de 1940, estuvo estrechamente asociado con el músico Louis Jordan. Escribió canciones con Jordan que incluían material para la película musical negra Beware de 1946, en la que Jordan tuvo el papel protagonista. Algunas de las composiciones más conocidas de Demetrius de esa época fueron coescritas con la esposa de Jordan, Fleecie Moore, incluida la canción "Ain't That Just Like a Woman (They'll Do It Every Time)" cuya introducción fue tomada unos años más tarde por Chuck Berry para su famoso Johnny B. Goode.
Durante dos décadas, Claude Demetrius se ganó la vida razonablemente bien, pero en 1956 sus ingresos cambiarían drásticamente después de que comenzara a escribir para Gladys Music, Inc. Recién formada por Jean y Julian Aberbach, la compañía poseía los derechos de publicación exclusivos de la música de Elvis Presley. Trabajando para Gladys Music, Demetrius coescribió una canción llamada "I Was The One", que fue el lado B del primer sencillo de Presley para RCA, "Heartbreak Hotel". En 1957 compuso "Mean Woman Blues" para la banda sonora de la película de Presley de 1957, Loving You, que se lanzó en el álbum homónimo, así como en el lado 2 de un disco EP de cuatro canciones. La canción también fue la cara B del lanzamiento europeo del éxito de Jerry Lee Lewis "Great Balls of Fire" en London Records. Demetrius coronó un año exitoso cuando coescribió con Aaron Schroeder la canción "Santa, Bring My Baby Back (To Me)", que apareció en el Elvis' Christmas Album de 1957.
En 1958, Demetrius logró su mayor éxito con su composición  "Hard Headed Woman", compuesta para la película de Presley de 1958, King Creole. Ambas canciones fueron parte del álbum de la banda sonora pero "Hard Headed Woman" también fue lanzado como sencillo de 45 rpm que llegó al número 1 en las listas de Billboard .
En 1963, "Mean Woman Blues" fue grabado nuevamente, esta vez por Roy Orbison en un sencillo de 45 rpm que llegó al número 5 en la lista Billboard Hot 100 y fue parte del álbum de Orbison de 1964, More of Roy Orbison's Greatest Hits. La atemporal canción de rock también fue cantada por él en el especial de televisión de la cadena HBO de 1989 llamado Roy Orbison and Friends, A Black and White Night.
Claude Demetrius murió en 1988 en la ciudad de Nueva York.